# Olympische Winterspiele 2018/Eiskunstlauf – Paarlauf

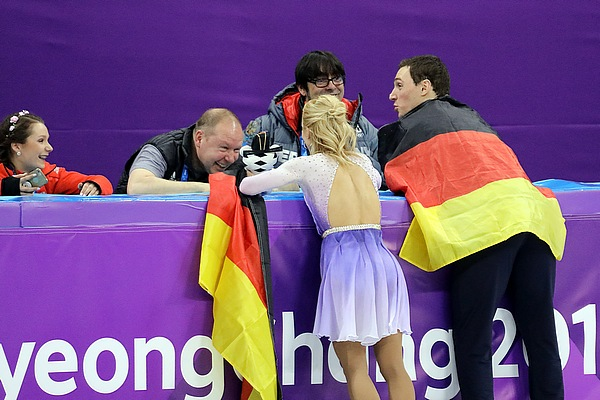
Aljona Savchenko und Bruno Massot mit ihren Trainern nach dem Wettkampf.

Der Paarlauf im Eiskunstlauf bei den Olympischen Winterspielen 2018 fand vom 14. bis zum 15. Februar 2018 in der Gangneung Ice Arena statt. Olympiasieger wurde das deutsche Paar Aljona Savchenko und Bruno Massot.
Im Kurzprogramm schaffte Massot beim dreifachen Salchow eine Umdrehung zu wenig, weshalb das deutsche Duo nur auf Rang vier lag. Besser machten es die Weltmeister Sui Wenjing und Han Cong aus China, die nach dem Kurzprogramm vor den russischen Europameistern Jewgenija Tarassowa und Wladimir Morosow in Führung lagen. Zu diesem Zeitpunkt hatten die beiden Deutschen einen Rückstand von fast sechs Punkten auf die Führenden.
In ihrer Kür, die an den Naturfilm „La terre vue du ciel“ angelehnt war, zeigte das deutsche Paar eine fast fehlerfreie Kür. Es gelangen alle Einzelsprünge, ein exzellenter hoher Twist als Eingangselement und ein dreifacher Wurf-Flip. Mit einem neuen Weltrekord in der Kür setzte das Paar die Konkurrenz unter Druck. Diese patzte anschließend und so lagen Savchenko und Massot am Ende vier Zehntel vor den Chinesen und gewannen das erste deutsche Olympiagold seit 1952 im Paarlauf. Die Choreografie für die Kür wurde von Jayne Torvill und Christopher Dean erstellt, die 1984 ebenfalls olympisches Gold gewonnen hatten – allerdings im Eistanzen.

## Punktrichter
| Kurzprogramm - Deborah Noyes - Huang Feng - Anthony Leroy - Anna Kantor - Jeff Lukasik - Zsuzsanna Vikarné-Homolya - Elke Treitz - Walter Toigo - Pekka Leskinen | Kür - Pekka Leskinen - Yelena Fomina - Huang Feng - Anthony Leroy - Tamie Campbell - Jana Baudyšová - Zsuzsanna Vikarné-Homolya - Deborah Noyes |

## Neue Rekorde
| Weltrekord | Aljona Savchenko / Bruno Massot | Kür | 159,31 | 15. Februar 2018 |

## Ergebnisse

### Kurzprogramm
Das Kurzprogramm wurde am 14. Februar 2018 ausgetragen.
|  | Qualifikation für das Finale |

| Rang | Paar                                       | Land                             | TSS   | TES   | PCS   | SS   | TR   | PE   | CH   | IN   | Ded   |
| ---- | ------------------------------------------ | -------------------------------- | ----- | ----- | ----- | ---- | ---- | ---- | ---- | ---- | ----- |
| 1    | Sui Wenjing / Han Cong                     | China                            | 82,39 | 44,49 | 37,90 | 9,36 | 9,32 | 9,61 | 9,50 | 9,57 | 0,00  |
| 2    | Jewgenija Tarassowa / Wladimir Morosow     | Olympische Athleten aus Russland | 81,68 | 43,97 | 37,71 | 9,46 | 9,25 | 9,54 | 9,50 | 9,39 | 0,00  |
| 3    | Meagan Duhamel / Eric Radford              | Kanada                           | 76,82 | 41,26 | 35,56 | 8,89 | 8,64 | 8,89 | 9,00 | 9,04 | 0,00  |
| 4    | Aljona Savchenko / Bruno Massot            | Deutschland                      | 76,59 | 39,16 | 37,43 | 9,29 | 9,18 | 9,32 | 9,46 | 9,54 | 0,00  |
| 5    | Yu Xiaoyu / Zhang Hao                      | China                            | 75,58 | 42,10 | 33,48 | 8,39 | 8,29 | 8,46 | 8,50 | 8,21 | 0,00  |
| 6    | Vanessa James / Morgan Ciprès              | Frankreich                       | 75,34 | 40,67 | 34,67 | 8,64 | 8,43 | 8,89 | 8,68 | 8,71 | 0,00  |
| 7    | Valentina Marchei / Ondřej Hotárek         | Italien                          | 74,50 | 40,36 | 34,14 | 8,32 | 8,29 | 8,68 | 8,68 | 8,71 | 0,00  |
| 8    | Natalja Sabijako / Alexander Enbert        | Olympische Athleten aus Russland | 74,35 | 40,13 | 34,22 | 8,68 | 8,25 | 8,64 | 8,57 | 8,64 | 0,00  |
| 9    | Nicole Della Monica / Matteo Guarise       | Italien                          | 74,00 | 40,41 | 33,59 | 8,43 | 8,25 | 8,46 | 8,46 | 8,39 | 0,00  |
| 10   | Kristina Astachowa / Alexei Rogonow        | Olympische Athleten aus Russland | 70,52 | 38,93 | 31,59 | 7,89 | 7,71 | 8,00 | 7,96 | 7,93 | 0,00  |
| 11   | Ryom Tae-ok / Kim Ju-sik                   | Nordkorea                        | 69,40 | 38,79 | 30,61 | 7,61 | 7,36 | 7,86 | 7,71 | 7,71 | 0,00  |
| 12   | Julianne Séguin / Charlie Bilodeau         | Kanada                           | 67,52 | 35,63 | 31,89 | 7,96 | 7,79 | 8,04 | 8,04 | 8,04 | 0,00  |
| 13   | Kirsten Moore-Towers / Michael Marinaro    | Kanada                           | 65,68 | 34,46 | 31,22 | 7,89 | 7,64 | 7,68 | 7,96 | 7,86 | 0,00  |
| 14   | Alexa Scimeca Knierim / Chris Knierim      | Vereinigte Staaten               | 65,55 | 34,18 | 31,37 | 7,96 | 7,54 | 7,82 | 7,89 | 8,00 | 0,00  |
| 15   | Anna Dušková / Martin Bidař                | Tschechien                       | 63,25 | 34,62 | 28,63 | 7,18 | 7,04 | 7,11 | 7,29 | 7,18 | 0,00  |
| 16   | Annika Hocke / Ruben Blommaert             | Deutschland                      | 63,04 | 34,61 | 28,43 | 7,11 | 6,96 | 7,18 | 7,11 | 7,18 | 0,00  |
| 17   | Peng Cheng / Jin Yang                      | China                            | 62,61 | 33,50 | 30,11 | 7,64 | 7,46 | 7,50 | 7,61 | 7,43 | −1,00 |
| 18   | Ekaterina Alexandrovskaya / Harley Windsor | Australien                       | 61,55 | 34,70 | 26,85 | 7,00 | 6,64 | 6,75 | 6,71 | 6,46 | 0,00  |
| 19   | Paige Conners / Evgeni Krasnopolski        | Israel                           | 60,35 | 34,26 | 26,09 | 6,54 | 6,32 | 6,68 | 6,57 | 6,50 | 0,00  |
| 20   | Miriam Ziegler / Severin Kiefer            | Österreich                       | 58,80 | 31,71 | 28,09 | 7,07 | 6,93 | 6,96 | 7,07 | 7,07 | −1,00 |
| 21   | Miu Suzaki / Ryūichi Kihara                | Japan                            | 57,74 | 32,89 | 24,85 | 6,39 | 5,96 | 6,29 | 6,25 | 6,18 | 0,00  |
| 22   | Kim Kyu-eun / Alex Kam                     | Südkorea                         | 42,93 | 21,04 | 22,89 | 6,04 | 5,54 | 5,57 | 5,79 | 5,68 | −1,00 |

### Kür
Die Kür im Paarlauf fand am 15. Februar 2018 statt.
| Rang | Paar                                    | Land                             | TSS       | TES   | PCS   | SS   | TR   | PE   | CH   | IN   | Ded   |
| ---- | --------------------------------------- | -------------------------------- | --------- | ----- | ----- | ---- | ---- | ---- | ---- | ---- | ----- |
| 1    | Aljona Savchenko / Bruno Massot         | Deutschland                      | 159,31 WR | 82,07 | 77,24 | 9,57 | 9,46 | 9,82 | 9,64 | 9,79 | 0,00  |
| 2    | Meagan Duhamel / Eric Radford           | Kanada                           | 153,33    | 79,86 | 73,47 | 9,21 | 9,04 | 9,32 | 9,21 | 9,14 | 0,00  |
| 3    | Sui Wenjing / Han Cong                  | China                            | 153,08    | 76,29 | 76,79 | 9,57 | 9,46 | 9,54 | 9,71 | 9,71 | 0,00  |
| 4    | Jewgenija Tarassowa / Wladimir Morosow  | Olympische Athleten aus Russland | 143,25    | 70,08 | 74,17 | 9,54 | 9,18 | 9,14 | 9,32 | 9,18 | −1,00 |
| 5    | Vanessa James / Morgan Ciprès           | Frankreich                       | 143,19    | 71,59 | 71,60 | 8,96 | 8,82 | 8,93 | 9,04 | 9,00 | 0,00  |
| 6    | Valentina Marchei / Ondřej Hotárek      | Italien                          | 142,09    | 73,94 | 68,15 | 8,39 | 8,32 | 8,64 | 8,57 | 8,68 | 0,00  |
| 7    | Natalja Sabijako / Alexander Enbert     | Olympische Athleten aus Russland | 138,53    | 70,36 | 68,17 | 8,54 | 8,25 | 8,57 | 8,61 | 8,64 | 0,00  |
| 8    | Julianne Séguin / Charlie Bilodeau      | Kanada                           | 136,50    | 71,28 | 65,22 | 8,11 | 7,93 | 8,25 | 8,18 | 8,29 | 0,00  |
| 9    | Kirsten Moore-Towers / Michael Marinaro | Kanada                           | 132,43    | 70,42 | 62,01 | 7,82 | 7,50 | 7,86 | 7,79 | 7,79 | 0,00  |
| 10   | Nicole Della Monica / Matteo Guarise    | Italien                          | 128,74    | 64,60 | 65,14 | 8,18 | 8,00 | 8,07 | 8,25 | 8,21 | −1,00 |
| 11   | Yu Xiaoyu / Zhang Hao                   | China                            | 128,52    | 62,98 | 67,54 | 8,68 | 8,43 | 8,21 | 8,57 | 8,32 | −2,00 |
| 12   | Ryom Tae-ok / Kim Ju-sik                | Nordkorea                        | 124,23    | 63,65 | 60,58 | 7,68 | 7,29 | 7,71 | 7,61 | 7,57 | 0,00  |
| 13   | Kristina Astachowa / Alexei Rogonow     | Olympische Athleten aus Russland | 123,93    | 62,17 | 63,76 | 8,04 | 7,82 | 7,71 | 8,21 | 8,07 | −2,00 |
| 14   | Anna Dušková / Martin Bidař             | Tschechien                       | 123,08    | 64,34 | 58,74 | 7,43 | 7,39 | 7,21 | 7,36 | 7,32 | 0,00  |
| 15   | Alexa Scimeca Knierim / Chris Knierim   | Vereinigte Staaten               | 120,27    | 60,57 | 60,70 | 7,68 | 7,54 | 7,43 | 7,75 | 7,54 | −1,00 |
| 16   | Annika Hocke / Ruben Blommaert          | Deutschland                      | 108,94    | 53,79 | 55,15 | 6,93 | 6,82 | 6,79 | 7,00 | 6,93 | 0,00  |

### Endstand
| Rang | Paar                                       | Land                             | Kurzprogramm | Kür                | Gesamtpunktzahl |
| ---- | ------------------------------------------ | -------------------------------- | ------------ | ------------------ | --------------- |
| 1    | Aljona Savchenko / Bruno Massot            | Deutschland                      | 76,59        | 159,31             | 235,90          |
| 2    | Sui Wenjing / Han Cong                     | China                            | 82,39        | 153,08             | 235,47          |
| 3    | Meagan Duhamel / Eric Radford              | Kanada                           | 76,82        | 153,33             | 230,15          |
| 4    | Jewgenija Tarassowa / Wladimir Morosow     | Olympische Athleten aus Russland | 81,68        | 143,25             | 224,93          |
| 5    | Vanessa James / Morgan Ciprès              | Frankreich                       | 75,34        | 143,19             | 218,53          |
| 6    | Valentina Marchei / Ondřej Hotárek         | Italien                          | 74,50        | 142,09             | 216,59          |
| 7    | Natalja Sabijako / Alexander Enbert        | Olympische Athleten aus Russland | 74,35        | 138,53             | 212,88          |
| 8    | Yu Xiaoyu / Zhang Hao                      | China                            | 75,58        | 128,52             | 204,10          |
| 9    | Julianne Séguin / Charlie Bilodeau         | Kanada                           | 67,52        | 136,50             | 204,02          |
| 10   | Nicole Della Monica / Matteo Guarise       | Italien                          | 74,00        | 128,74             | 202,74          |
| 11   | Kirsten Moore-Towers / Michael Marinaro    | Kanada                           | 65,68        | 132,43             | 198,11          |
| 12   | Kristina Astachowa / Alexei Rogonow        | Olympische Athleten aus Russland | 70,52        | 123,93             | 194,45          |
| 13   | Ryom Tae-ok / Kim Ju-sik                   | Nordkorea                        | 69,40        | 124,23             | 193,63          |
| 14   | Anna Dušková / Martin Bidař                | Tschechien                       | 63,25        | 123,08             | 186,33          |
| 15   | Alexa Scimeca Knierim / Chris Knierim      | Vereinigte Staaten               | 65,55        | 120,27             | 185,82          |
| 16   | Annika Hocke / Ruben Blommaert             | Deutschland                      | 63,04        | 108,94             | 171,98          |
| 17   | Peng Cheng / Jin Yang                      | China                            | 62,61        | nicht qualifiziert | 62,61           |
| 18   | Ekaterina Alexandrovskaya / Harley Windsor | Australien                       | 61,55        | nicht qualifiziert | 61,55           |
| 19   | Paige Conners / Evgeni Krasnopolski        | Israel                           | 60,35        | nicht qualifiziert | 60,35           |
| 20   | Miriam Ziegler / Severin Kiefer            | Österreich                       | 58,80        | nicht qualifiziert | 58,80           |
| 21   | Miu Suzaki / Ryūichi Kihara                | Japan                            | 57,74        | nicht qualifiziert | 57,74           |
| 22   | Kim Kyu-eun / Alex Kam                     | Südkorea                         | 42,93        | nicht qualifiziert | 42,93           |